# Tinodes archilocos
Tinodes archilocos là một loài Trichoptera trong họ Psychomyiidae. Chúng phân bố ở miền Cổ bắc.